# Vertamboz
Vertamboz ist eine französische Gemeinde im Département Jura in der Region Bourgogne-Franche-Comté.

## Geographie
Vertamboz liegt auf 490 m, etwa 17 Kilometer ostsüdöstlich der Stadt Lons-le-Saunier (Luftlinie). Das Bauerndorf erstreckt sich im Jura, im Süden des Plateaus von Champagnole, das sich östlich an die Senke der Combe d’Ain anschließt, nördlich des Taleinschnitts des Drouvenant.
Die Fläche des 6,66 km² großen Gemeindegebiets umfasst einen Abschnitt des französischen Juras. Das zentrale Gebiet wird von einem Plateau eingenommen, das zur Senke der Combe d’Ain gehört und überwiegend von Acker- und Wiesland bedeckt ist. Dieses Plateau wird im Süden durch den bis zu 40 m tiefen Taleinschnitt des Drouvenant, im Nordwesten durch die Talniederung seines rechten Zuflusses Sirène eingefasst. Dieses Flusssystem sorgt für die Entwässerung des Gebietes zum Ain. Nach Osten erstreckt sich das Gemeindeareal über eine rund 80 m hohe Geländestufe auf das Plateau von Champagnole (durchschnittlich auf 600 m), das teils bewaldet, teils von Wiesland bestanden ist. Mit 615 m wird im Bois de l’Ermitage die höchste Erhebung von Vertamboz erreicht.
Nachbargemeinden von Vertamboz sind Charézier im Norden, Uxelles im Osten, Cogna, Clairvaux-les-Lacs und Boissia im Süden sowie Patornay im Westen.

## Geschichte
Erstmals urkundlich erwähnt wird Vertamboz im 12. Jahrhundert. Im Mittelalter gehörte der Ort zur Baronie von Clairvaux, wurde davon jedoch 1312 abgetrennt und bildete danach eine eigene Herrschaft. Zusammen mit der Franche-Comté gelangte Vertamboz mit dem Frieden von Nimwegen 1678 an Frankreich. Im Zuge der Französischen Revolution wurden zwei Herrschaftssitze von Vertamboz abgerissen.

## Sehenswürdigkeiten
Die Dorfkirche von Vertamboz wurde im 17. Jahrhundert erbaut und im 18. Jahrhundert umgestaltet. Sie besitzt eine Statue der heiligen Jungfrau aus dem 15. Jahrhundert.

## Bevölkerung
| Jahr                       | 1962 | 1968 | 1975 | 1982 | 1990 | 1999 | 2007 | 2018 |
| Einwohner                  | 121  | 121  | 94   | 90   | 84   | 68   | 89   | 95   |
| Quellen: Cassini und INSEE |      |      |      |      |      |      |      |      |

Mit 87 Einwohnern (Stand 1. Januar 2022) gehört Vertamboz zu den kleinsten Gemeinden des Départements Jura. Zwischen dem Ende des 19. Jahrhunderts und dem Ende des 20. Jahrhunderts nahm die Bevölkerungszahl langsam aber kontinuierlich ab (1881 wurden noch 231 Personen gezählt).

## Wirtschaft und Infrastruktur
Vertamboz war bis weit ins 20. Jahrhundert hinein ein vorwiegend durch die Landwirtschaft sowie durch die Forstwirtschaft geprägtes Dorf. Noch heute leben die Bewohner zur Hauptsache von der Tätigkeit im ersten Sektor. Außerhalb des primären Sektors gibt es nur wenige Arbeitsplätze in der Gemeinde. 
Die Ortschaft liegt abseits der größeren Durchgangsstraßen, ist aber von der Hauptstraße N78, die von Lons-le-Saunier nach Saint-Laurent-en-Grandvaux führt, leicht erreichbar. Weitere Straßenverbindungen bestehen mit Charézier und Uxelles.